# Eduard von Woyna

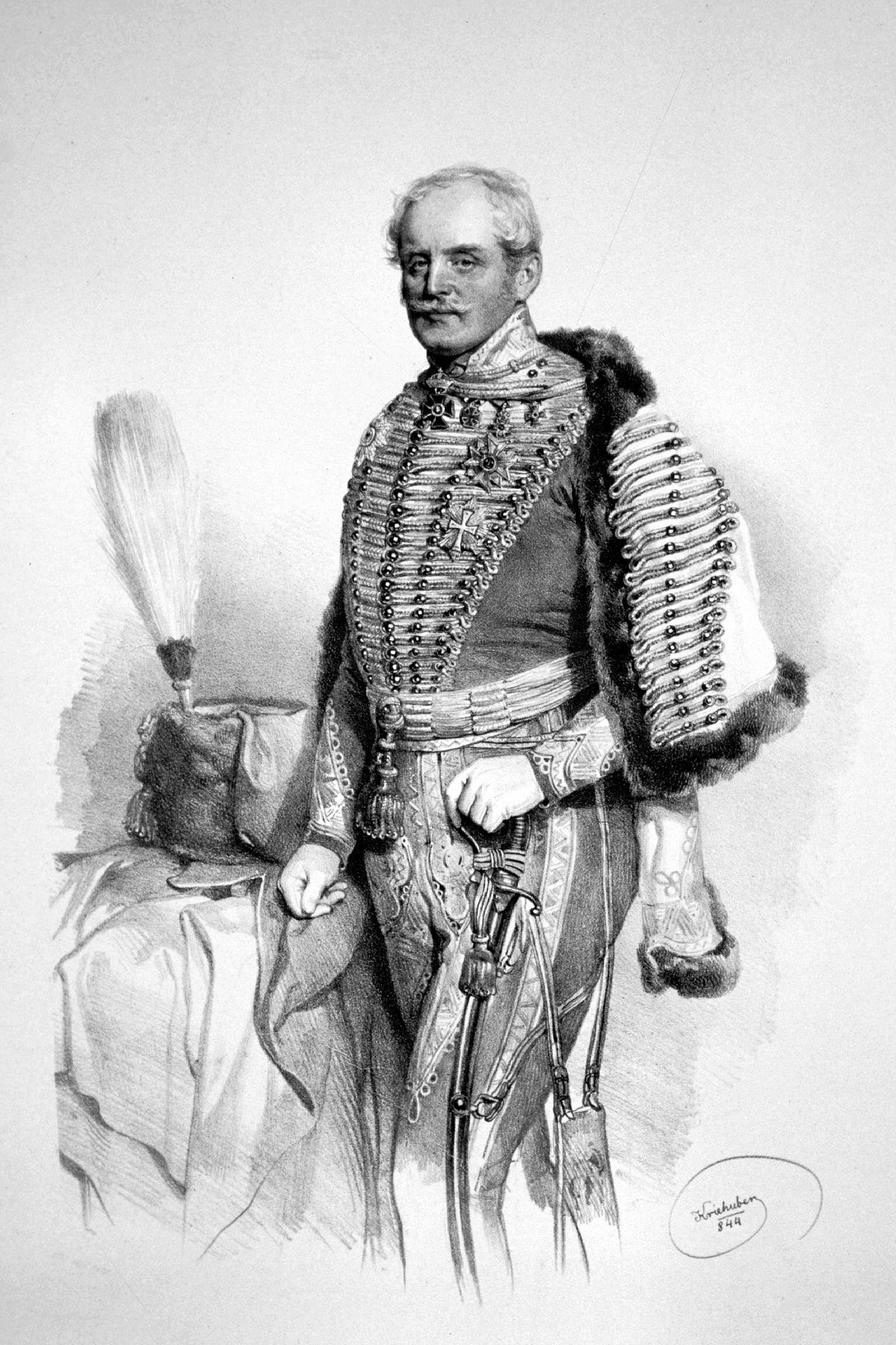
Eduard Graf von Woyna

Eduard Graf von Woyna (* 13. März 1795 in Wien; † 1. Januar 1850 in Brüssel) war ein k. k. Wirklicher Kämmerer (1813) und Geheimer Rat, Feldmarschallleutnant sowie Diplomat, außerordentlicher Gesandter und bevollmächtigter Minister am schwedischen, russischen und belgischen Hof.

## Herkunft und Familie

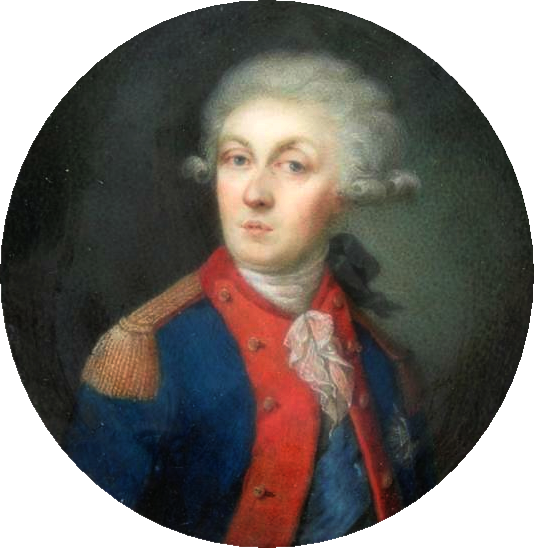
Franz Xaver, Vater des Eduard von Woyna

Eduard entstammte einem alten, angesehenen polnischen Adelsgeschlecht, welches schon zu Ende des 15. und Anfang des 16. Jahrhunderts in Großem Ansehen stand und zu dem bekannten Hause Tromby I. gehörte.
Woyna war der jüngste Sohn des Franz Xaver (* 1750 in Warschau; † 15. Mai 1813 in Wien). Sein Vater war polnischer Offizier, wurde Generalmajor und Vizedirektor des Warschauer Kadettenkorps und 1793 zum Generalleutnant ernannt. Unter österreichischer Herrschaft wurde er Geheimer Rat und Landrechtspräsident in Krakau und seit November 1797 Vizekanzler der galizischen Hofkanzlei in Wien. Er war mit Maria Theresia, geborene Gräfin Czaplików, auch Czablick, (1768–1835) vermählt. Seine Geschwister waren der ebenfalls zum Feldmarschalleutnant aufgestiegene Felix (* 25. März 1788 in Mailand; † 27. Oktober 1857 in Verona), Moriz (* 16. September 1788 in Mailand), Oberst im 4. Ulanen-Regiment, und Sophie (* 7. Mai 1790). Letztere war k. k. Sternkreuzordens- und Hofdame der Erzherzogin Maria Elisabeth, Gemahlin des Erzherzogs Rainer. Kaiser Franz II. erhob die Familie im Jahr 1800 auch in den österreichischen Grafenstand.
Mit seinem Sohne Moriz (* 11. Juli 1841), der auch die Militärlaufbahn eingeschlagen hatte und Offizier in einem kaiserlichen Reiterregiment gewesen war, erlosch Anfang 1870er Jahre der österreichische Zweig dieses Geschlechts im Mannesstamm.

## Leben
Woyna trat sehr früh in Kriegsdienste, und nach dem Feldzug des Jahres 1812, in dem sich sein Regiment bei dem aktiven Hilfskorps des Fürsten Schwarzenberg befand, zog ihn der Fürst in sein Hauptquartier, und setzte ihn bis zum Jahr 1815 vor allem zur Besorgung seiner Korrespondenz in ausländischen Sprachen ein. Er zeichnete sich erstmals als Rittmeister im Kaiser-Ulanen-Regiment Nr. 4 im Feldzug von 1814 aus und erhielt neben dem Armeekreuz den kaiserlich russischen Orden des Heiligen Wladimir 4. Klasse.
Im Jahr 1817 trat der Offizier zur diplomatischen Laufbahn über und wurde der Gesandtschaft des Grafen Karl Ludwig von Ficquelmont zugeteilt. Als letzterer später als Botschafter nach Sankt Petersburg ernannt wurde, folgte ihm der noch sehr junge Woyna als Geschäftsträger auf den Gesandtschaftsposten am königlich-schwedischen Hof zu Stockholm (vom 26. Mai 1820 bis 12. November 1829). In diesem Amt wurde er am 6. Oktober 1822 mit dem Ritterkreuz des königlich schwedischen Schwertordens 1. Klasse dekoriert und im Juli 1827 in den Rang eines Majors des Sachsen-Coburg-Gotha-Ulanen-Regiments Nr. 1 befördert.  Am 13. November 1829 avancierte er zum außerordentlichen Gesandten und bevollmächtigten Minister, eine Funktion, die er mit kurzer Unterbrechung bis zum 12. Juli 1844 innehatte. In der langen Zeit, die er auf diesem Posten in Schweden zubracht hatte, erwarb er sich in hohem Maße die Zuneigung der Bevölkerung sowie das Wohlwollen des Hofes.  Im Juli 1831 rückte er zum Oberstleutnant, sodann 1833 zum Oberst im Husarenregiment Nr. 8 in diplomatischer Anstellung vor. Er wurde 1837 mit dem Kommandeurkreuz des königlich schwedischen Schwertordens und am 1. Mai 1844 mit dem Komturkreuz des königlich ungarischen Sankt Stephans-Ordens ausgezeichnet.
Nachdem Graf Ficquelmont 1840 von seinem Gesandtschaftsposten in Sankt Petersburg abberufen worden war, als die gefährliche Krankheit des Fürsten Metternich Veranlassung gab, auf einen Ersatzmann an der Spitze der auswärtigen Angelegenheiten zu denken, vertrat ihn Woyna, seit dem 8. Mai 1840 Generalmajor, den Grafen dort als außerordentlicher Gesandter. Er erwarb rasch das Vertrauen des Zaren Nikolaus I. und der kaiserlichen Familie, wie Großfürst Michael bekundete. Seiner nachträglichen Ernennung zum Botschafter wäre nichts im Wege gestanden, wenn nicht das dortige Klima seiner fragilen Gesundheit geschadet hätte und er deshalb wieder nach Schweden ging. Für seine Tätigkeit im Zarenreich wurde er mit dem kaiserlich russischen St.-Anna-Orden 1. Klasse in Brillanten ausgezeichnet.
Der Diplomat wurde schließlich am 30. November 1844 als Botschafter nach Belgien geschickt. In Anerkennung seiner geleisteten Dienste ernannte ihn Kaiser Ferdinand I. am 18. Januar 1848 zum Feldmarschalleutnant.
Der Graf zeichnete sich auch als Sprachforscher aus. Er galt als seltenes Sprachentalent. Niemand vermochte zu sagen, ob Polnisch, Deutsch, Französisch, Englisch oder Italienisch seine Muttersprache gewesen waren, so gut sprach und schrieb er jede derselben, genauso wie das Schwedische, das er fast wie ein Einheimischer des skandinavischen Landes sprach. Zu seinen anvertrauten Freunden zählten Berzelius in Schweden und Horace Vernet während seines Russlandaufenthaltes.
Woyna verstarb erst 54-jährig in der belgischen Hauptstadt an einer langwierigen Krankheit.

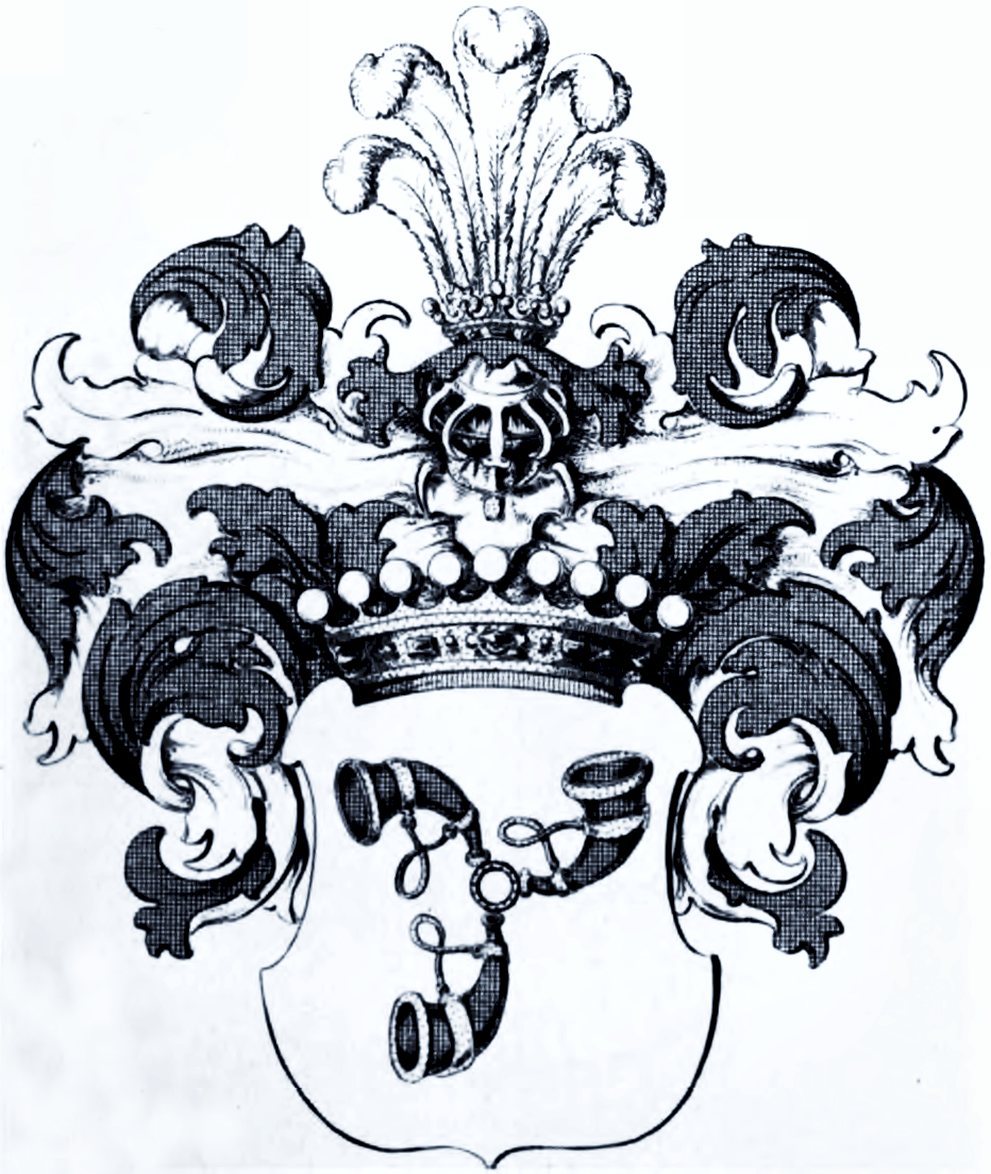
Wappen der Grafen von Woyna

## Wappen
1800: In Silber drei (2 über 1) an vier Stellen mit Gold beschlagene schwarze Hörner, welche mit den Mundstücken in der Mitte des Schildes an einer Rundung so miteinander verbunden sind, dass die Stürze des oberen rechtsstehenden Horns nach rechts und oben, die des linksstehenden nach oben und links und die des unteren Horns nach unten und rechts gekehrt ist (Haus Tromby I. oder Tuba primo). Auf dem Schilde ruht die Grafenkrone, auf welchem ein gekrönter Helm sich erhebt, aus dem fünf silberne Straußfedern emporwallen. Die Helmdecken sind zu beiden Seiten schwarz mit Silber belegt.